# سريحين
سريحين قرية في منطقة حماة في محافظة حماة. تقع على بعد 5 كم إلى الجنوب الشرقي من مدينة حماة. يصلها طريق إلى حماة والقرى المجاورة.
تتأثر القرية بمناخ المنطقة الوسطى والغربية واتجاه الرياح غالبا غربي وأحيانا جنوبي ودرجات الحرارة عالية صيفا ومعتدلة شتاء وأحيانا باردة. تتراوح معدلات الأمطار بين 350 و 400 ملم سنويا.